# Eshetu Tura
Eshetu Tura (Etiopía, 19 de junio de 1950) es un atleta etíope retirado, especializado en la prueba de 3000 m obstáculos en la que llegó a ser medallista de bronce olímpico en 1980.

## Carrera deportiva
En los JJ. OO. de Moscú 1980 ganó la medalla de bronce en los 3000 m obstáculos, con un tiempo de 8:13.57 segundos, llegando a la meta tras el polaco Bronisław Malinowski y el tanzano Filbert Bayi.